# Plagioecia patina
Plagioecia patina är en mossdjursart som först beskrevs av Jean-Baptiste Lamarck 1816. Enligt Catalogue of Life ingår Plagioecia patina i släktet Plagioecia och familjen Plagioeciidae, men enligt Dyntaxa är tillhörigheten istället släktet Plagioecia och familjen Diastoporidae. Arten är reproducerande i Sverige. Inga underarter finns listade i Catalogue of Life.